# ام۱جی
ام۱جی (به انگلیسی: M1G) با فرمول شیمیایی C8H5N5O یک ترکیب شیمیایی با شناسه پاب‌کم 124218 است. که جرم مولی آن ۱۸۷٫۱۵۸۲ گرم بر مول می‌باشد.